# 飯島忠義
飯島 忠義（いいじま ただよし、1945年6月9日 - ）は、日本の政治家、元衆議院議員である。

## 経歴
神奈川県出身で、1968年に早稲田大学教育学部を卒業する。富士ゼロックスやアメリカンファミリーに勤務し、1979年統一地方選挙で戸塚区選出の横浜市議（新自由クラブ）となる。1986年に戸塚区南部が分離して栄区が誕生すると栄区選挙区へ移り、1995年まで4期16年間自民党横浜市栄区支部長を務めた。
衆院の小選挙区比例代表並立制導入に伴い神奈川4区が新設された1996年の第41回衆議院議員総選挙で、当時争点のひとつであった消費税について撤廃論・凍結論ばかりの中、全国でただ一人「敢えてお願いします。5%」と公報に掲げ、新進党公認の浅尾慶一郎、長島一由らを破り初当選し、清和政策研究会に属した。
2000年第42回衆議院議員総選挙で、民主党の大石尚子に敗北し比例復活せず落選した。
落選後に公職選挙法違反容疑（事後買収）で逮捕、起訴された。執行猶予付き有罪判決が確定して公民権が停止され、自民党神奈川県連から除名された。

## 属していた団体
- 神道政治連盟国会議員懇談会